# 金湖綜合體育館
金湖綜合體育館，位於中華民國金門縣金湖鎮，又稱金門巨蛋或金門小巨蛋，開工日期2010年3月26日，在8月初完工，8月4日開放使用，建設總價逾6億。金湖綜合體育館共有兩座主建築，所以合稱「大小巨蛋」，內設有符合國際規定的籃球場和羽球場。根據設計單位蔡達寬建築師事務所設計方向，基於環保概念、節能考量，將力求原地形地貌的維持、建築量體低調化。金湖鎮綜合體育館共分為A館和B館，A館可容納3,500人，B館可容納566人，並有伸縮看台、舞蹈教室、健身中心、會議室、桌球室、跆拳道、柔道等訓練空間規劃。

## 建設目標
投資計畫是金門以及國內過去少有的體育投資規模，顯示金門縣政府對東半島的重視。
過去西半島的快速發展，確實令東半島的居民有一股被冷落的感覺，站在冷清的東半島代表新市街頭，就能明顯感受到在國軍大量撤出金門後的沒落。
提升金湖地區居民生活休閒運動之品質，提升常年舉辦的軍民聯誼籃賽場地水準，促進東半島的建設開發，提升居民體能及因應地方需求，故擬於太湖北側原國立金門農工實習農場範圍內興建多功能使用之綜合性運動場館，期能增進地方繁榮，滿足軍民、學生、觀光需求發展。提供體育發展及文康活動場地；增進地方建設發展，減少城鄉落差。

## 建築設施

### 多功能綜合體育館（A棟）
以容納觀眾3,500人為主。
- 第一層為跆拳道室、柔道室、健身中心、室內籃球場、販賣部及會議室。
- 第二層為舞蹈韻律教室、桌球室及販賣部。
- 第三層為固定看臺。

樓地板面積為9,353.12平方公尺。

### 羽球館（B棟）
以容納觀眾566人為主。
- 第一層為羽球館、電氣室、冰水主機室、機械室及服務中心。
- 第二層為行政辦公室、電氣室。
- 第三層為空調機房及太陽能發電機房。

樓地板面積為2,194.28平方公尺。

## 週邊景觀
地坪鋪面、108個停車位，5座風力發電塔、8座風光互補景觀燈等設施。
這項工程預期的效益包括：提供鎮民綜合多元休閒運動場所；提供3,500個觀眾席，108個停車位；大客車臨時車位五部、行動不便者車位二部，提供足够的停車空間，以利各項體育休閒活動的舉辦。
值得一提，建築物頂樓使用了大量的太陽能光板，運用太陽光發電，提供館內的用電需求，達到節能減碳和綠色建築的效果。

## 體育及表演活動
2013年8月4日：第38屆金湖盃籃球賽
2013年8月4日：老馬盃籃球錦標賽
2014年兩岸羽球表演賽及研習營
2014年兩岸桌球表演賽及研習營
2014年4月25日：兩岸精英籃球邀請賽
2014年金門縣政府暨中華民國健身運動協會體適能健身Ｃ級指導員認證研習會
2016年2月8日到2月10日：新年園遊會及民俗舞蹈演出

## 未來展望
除了綜合體育館之外，未來坐落在小太湖畔的商務旅館正式啟用後，搭配綜合體育館舉辦各項活動，戶外部份還有集會活動區域，未來加上位於金湖國小的專業體操館、金湖國中的游泳池與周邊的觀光休憩功能，將成為休閒觀光勝地。
而署立醫院、國立金門大學護理學院以及林兜的養生村計畫的陸續進駐，金湖地區的長久發展願景與方向已然成形。金湖地區的未來顯然會是走向結合養生與休閒的經濟模式，金門「後面」的發展願景可待。